# Nabta Playa

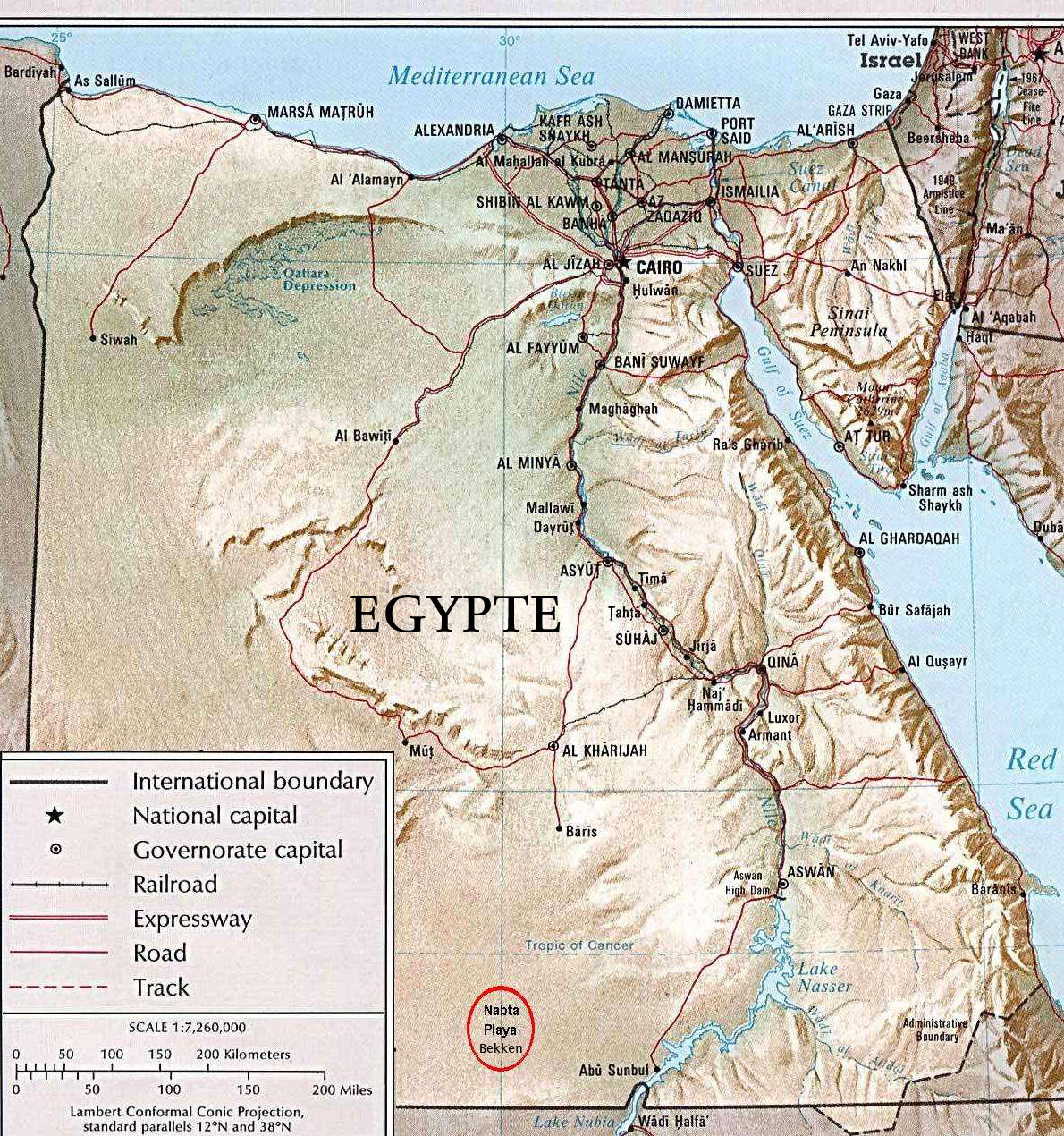
Situación aproximada de Nabta Playa (elipse roja al sur del mapa).

Nabta Playa fue una vez una gran cuenca endorreica situada en el desierto de Nubia, unos ochocientos kilómetros al sur de El Cairo y unos cien kilómetros al oeste de Abu Simbel, en el sur de Egipto, (coord. 22° 32' Norte, 30° 42' Este). La región se caracteriza por tener numerosos yacimientos arqueológicos.

## Historia
Aunque hoy el desierto occidental de Egipto está totalmente seco, no siempre fue así. Existe evidencia de que hubo varios períodos húmedos en el pasado, cuando caían hasta 500 mm de lluvia por año. El más reciente fue durante el último período interglacial y principios de la última glaciación que se extendió entre hace 130.000 y 70.000 años. Durante este tiempo, el área era una sabana y albergaba numerosos animales como los extintos búfalos y grandes jirafas, así como varias especies de antílopes y gacelas.
A partir del X milenio a. C., esta región del desierto de Nubia comenzó a recibir más lluvias, generándose una especie de lago temporal, denominado específicamente, playa, o área de agua estancada estacional. Es posible que los primeros grupos de pobladores del período Neolítico se sintieran atraídos por esta región debido a la fuente de agua y al pasto para el ganado vacuno. Los hallazgos arqueológicos indican la existencia de asentamientos en esta región en fechas comprendidas entre el décimo y el octavo milenio a. C.
Alrededor del X milenio a. C., esta región del desierto de Nubia poseía gran pluviosidad, generándose un lago. Los primeros grupos de personas debieron ser atraídos a la región por sus fuentes de agua y pasto para el ganado vacuno. Estas personas tuvieron una cultura de domesticación de ganado vacuno (tal vez fueron los primeros de toda África en practicar el pastoreo de ganado bovino), y usaban utensilios cerámicos adornados de complejas inscripciones, grabadas quizá usando peines.
Sobre el VII milenio a. C., debió existir un asentamiento muy grande y organizado en la región, contando con un profundo pozo de agua como fuente de recursos. Se han encontrado cabañas construidas con postes. Su alimentación incluía frutas, legumbres, mijo, sorgo y tubérculos.
También, en el VII milenio, pero algo más tarde, se trajeron cabras y ovejas, aparentemente del noroeste. Aparecieron también muchas chimeneas.

## Alto nivel de organización
Los descubrimientos arqueológicos revelan que estas personas prehistóricas organizaban su supervivencia, aparentemente, con un mayor nivel de organización que sus contemporáneos del Valle del Nilo:
- Estructuras de piedras hechas sobre y bajo tierra.
- Pueblos perfectamente diseñados con esquemas.
- Profundos pozos que mantenían agua todo el año.

Se encontraron también pruebas de que la región solo era ocupada según la estación, probablemente sólo en verano, cuando el lago se llenaba de agua y había pasto para el ganado vacuno. Los análisis de los restos humanos sugieren migraciones desde el África subsahariana del tipo humano que actualmente aun permanece en el África oriental (Eritrea, Somalia) anterior a la expansión bantú y más cercano a los pastores blemios, masais y oromo.

## Vínculos religiosos con el Antiguo Egipto
Sobre el VI milenio a. C., aparecen evidencias de una religión o culto prehistórico, con varios sacrificios de piezas de ganado vacuno enterradas en cámaras de piedra con techos forrados de arcilla. Se ha sugerido que el culto asociado al ganado vacuno mostrado en Nabta Playa marca una temprana evolución del culto a Hator del Antiguo Egipto. Hator fue adorada como protectora en las regiones desérticas en Serabit el-Jadim. Los profesores Wendorf y Schild comentan:
... hay muchos aspectos de vida política y ceremonial en el predinástico e Imperio Antiguo que reflejan un gran impacto del pastoreo de ganado vacuno sahariano...
Sin embargo, si bien las prácticas religiosas referentes al ganado vacuno sugerían vínculos con el Antiguo Egipto, el egiptólogo Mark Lehner advierte:
Tiene sentido, pero no de un modo directo. No se puede ir directamente de estos megalitos a la pirámide de Dyeser.
También se han encontrado otros complejos subterráneos en Nabta Playa, uno de los cuales incluye los posibles restos de un temprano intento de escultura egipcia.

## Agrupaciones líticas

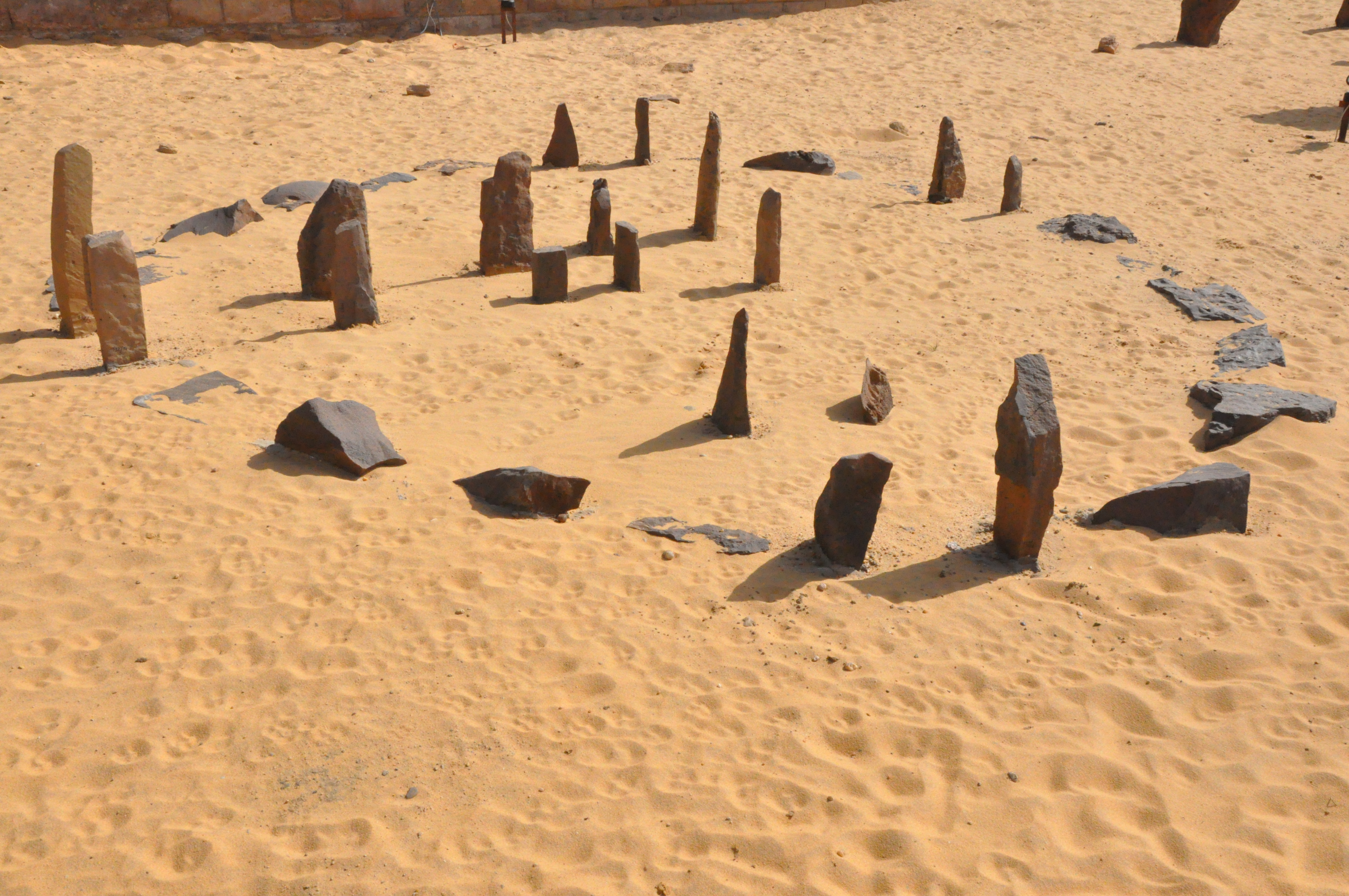
El crómlech de Nabta Playa es de forma ovalada, siendo su mayor diámetro de unos cinco metros. Reproducción del crómlech en el Museo Nubio de Asuán.

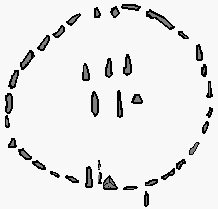
Reconstrucción del crómlech de Nabta Playa.

Entre 6100 y 5800 a. C. este pueblo creó una de las más antiguas construcciones líticas conocidas, el pequeño «crómlech» de Nabta Playa, unos mil años anterior al de Stonehenge. Consta de treinta piedras dispuestas en círculo, en cuyo interior hay otras seis piedras. El yacimiento cuenta también con cinco alineamientos líticos que se extienden a partir de un conjunto de piedras centrales.

### Arqueología
El astrofísico Thomas G. Brophy sugirió que los «megalitos» de Nabta Playa podían haber constituido una suerte de observatorio astronómico. El círculo de piedras sería un calendario con cuatro pares de piedras a modo de puertas, enfrentadas dos a dos: una pareja orientada en dirección norte-sur y la segunda en dirección nordeste-suroeste, señalando el solsticio.
Además, según Brophy, las seis piedras centrales y sus diferentes inclinaciones también formarían parte del observatorio. Propuso que tres de esas piedras están relacionadas con el cinturón de Orión y las otras tres con el hombro y la estrella principal de Orión, con mayor inclinación que las tres piedras anteriores. Su ciclo se repite aproximadamente cada 25 000 años, siguiendo la precesión de los equinoccios. El último mínimo del cinturón de Orión ocurrió entre el 6400 y el 4900 a. C., según dataciones de radio-carbono de los restos de hogueras hechas en el círculo.
Respecto a los cinco alineamientos radiales, la interpretación de Brophy le sugirió que las líneas trazadas desde estas piedras a la piedra radial se asociaba a los lugares celestes donde se encuentran varias estrellas representadas por las piedras centrales en el "círculo-calendario" en el momento del orto helíaco del equinoccio vernal. Imaginó que las diversas distancias representaban el brillo de las estrellas, y dedujo que los constructores asociaban la distancia de la Tierra a las estrellas con una escala de un metro = 0,799 años luz, dentro del margen de error para distancias astronómicas calculadas hoy.